# 國家元首
國家元首（英語：head of state），中文一般通稱元首，是國家的代表象徵，履行宪法或同級法律賦予之權力和義務。
君主立憲制下，國家元首是君主，頭銜包括皇帝、女皇、國王、女王、親王、天皇、蘇丹、大公等。共和制下，國家元首通常的称号是總統。此一職位亦有其他稱號，例如部分社會主義國家名義上的元首被稱作國家主席或國務委員會主席。也有以最高国家权力机关首长作為國家元首的情況，例如文化大革命時期廢除國家主席的中華人民共和國，1998年修憲取消國家主席的朝鮮和實行總統制以前的蘇聯等。視乎各國政治體制，國家元首未必有行政權，除總統制及半總統制的國家元首外，不少國家元首僅是位高權不重的名譽職務，只具有象徵意義，不掌握實權，例如日本天皇（君主立憲制）、德國總統（議會制）等，而實際的權力（政府首腦）則交給總理或首相來行使。部份國家的憲法沒有國家元首的規定，但其國家代表仍被視為國家元首，例如中華人民共和國憲法從來沒有國家元首的規定。在社会主义国家中，國家元首的地位在共產黨領導人（總書記）之下，部分社會主義國家領導人會兼任國家元首職務，以獲得代表國家的身份，但國家元首職務的權力和地位仍在執政黨領袖職務之下；例如中国、朝鮮、古巴、老挝、苏联、东德等社会主义国家。

## 「元首」一詞由來
「元」有最第一、初始之意，「首」即頭，比喻君主、領袖。《尚書·虞書·益稷》中，數次以「元首」代指君主，「股肱」（大腿和胳膊）代指百官。《幼學瓊林》解釋說：「天子尊崇，故稱元首；臣鄰輔翼，故曰股肱。」
後世多用《尚書》典故，稱君為元首，臣為股肱。如魏徵《諫太宗十思疏》：「凡百元首，承天景命。」
晚清時借以翻譯“head of state”，因英語head意與「頭」相通。

## 總統制國家元首
總統制下的國家元首通常由選舉選出，是行政機關的首長，獨立於立法機關。屬行政機關的政府只向總統負責，總統有權任命和解僱而無需經過議會，因而有相当大的行政权。
一些總統制國家（例如美國）的國會有主要官員任命的同意權，但任命後的主要官員不必向國會集體負責，與議會制的問責不同。
有些接近總統制的國家設有「总理」一職。這些「總理」的政治影響力通常不大，有些更只是管理人員而並非政治家。與內閣制的總理（或稱首相）不同，總統制的「總理」沒有憲法賦予的實權，政治地位比較低，通常負責政府日常運作，並只向總統負責，而不是議會。簡言之，內閣制下的總理領導執政黨和政府；總統制下的總理卻是服務政府，如其他官員一樣，可能隨時被解職。
美洲國家普遍採用總統制，美國是其中的代表。雖然大部分的總統由民主選举產生，也有部分國家元首是發動政變或起义奪權而產生（如古巴革命後出任總理的菲德尔·卡斯特罗）。總統制的特徵是行政機關的权力普遍较議會大，總統作為国家元首和政府首腦，具有相当大的行政权，若无立法及司法的制衡，總統與君主獨裁制可有相似的地方。
美國的總統制源自18世紀英國的西敏制。當時英國君主的權力仍然很大，通過內閣控制英國政府，國會無權過問。所以有人認為，現代的總統制事實上承襲自18世紀欧洲的「舊制度」。直至1868年，美國總統安德鲁·约翰逊受国会弹劾，幾乎丟職，總統權威受削，但隨著很多歐洲國家的政治制度從行政（首長）主導發展成國會（內閣）主導，曾有人預測美國會跟隨歐洲模式，從總統制漸變為半總統制甚至內閣制，令美國眾議院議長成為權力核心，變為名義上的美國總理，但這一假想最终並未实现。20世紀初西奥多·罗斯福及伍德罗·威尔逊两位总统的領導令美国總統这一职位重建及增強政治影響力，使總統成為美國的象徵。

## 議會制國家元首
議會制（又稱內閣制）的國家中，國家元首（君主立憲制下的君主／議會共和制下的總統）只是國家的象徵，理論上擁有行政權力（所以英國政府目前稱為國王陛下政府，即理論上政府是屬於國王的，而不是議會的）。事實上，憲制經歷漸進的演變，由首相或總理領導的內閣行使實際權力，首相或總理由國會選出，內閣向國會負責，必須得到國會大多數的支持，國會有權向首相或總理領導的內閣提出信任動議。因此，政府內閣代元首處理行政事務，但向國會問責。但議會制下的國家元首往往保留若干傳統以及憲制特權，例如英国君主在現行英國君主立憲制當中具備咨詢權、褒奬權及警告權，部份國家的總統仍擁有解散國會的有限權力。此外，英國首相還必須每周會見英國國王，匯報政務以及咨詢國王意見。在一些特殊問題上，國王甚至會行使其警告權，這種每周會面是正式且嚴肅的。對首相來說，與英國國王的會面可能要比接受下議院質詢更加重要，因為首相給國王的彙報往往更加詳細和坦誠。
議會制國家中，以往憲法賦予國家元首很大的行政權力，有如總統制下的總統。隨著時代變遷而演化出的問責制，各國國家元首的性質常是象徵性。
英聯邦國家的議會制依據一系列的憲法條文、习惯法、慣例、樞密院令、王室制誥等運作。總督在特殊的情況下可能有額外的權力，例如1975年澳大利亚憲政危機，總督約翰·柯爾在無議會同意下解除聯邦總理高夫·惠蘭的職務。
國家元首可能會在國家陷入危機的情況下濫用大權。1922年，含糊過時的意大利王國憲法讓國王维托里奥·埃马努埃莱三世能夠在有爭議的情況下任命贝尼托·墨索里尼為大臣會議主席（總理）。
1940年，納粹德國進攻比利時，國王利奧波德三世向德軍投降，違反首相于贝尔·皮埃洛的意見，當時首相決定遷往英国組織流亡政府。利奧波德三世認為他要根據登基時的宣誓，對他的政府負責，而他判定，他的政府對抗德國是錯誤的，會損害比利時的國家利益，於是他代表國家，投降德國。第二次世界大戰後，雖然經投票後比利時的人民容許他續任，但由於他的做法引起的爭議不斷，最終只好禪讓王位予其子博杜安。

## 半總統制國家元首
半總統制又稱雙首長制，兼具總統制和內閣制的特點，內閣由總統領導，但由總理代表內閣向國會負責。根據法國現行的第五共和憲法，總統任命總理，需要得到眾議（Chamber of Deputies）支持。所以當國會被反對派控制時，總統只能從反對派中揀選總理，稱為共治（Cohabitation）。例如，1980年代，左派的法國總統弗朗索瓦·密特朗任命了戴高樂派（右派）的雅克·希拉克為總理。（法國的「共治」通常由總統負責制定國家的國防、外交政策，總理則負責國內的內政。）其他国家的例子有第一次世界大戰後的魏瑪共和國。魏瑪共和國的憲法規定，聯邦大總統任命的內閣要向國會（Reichstag）負責，但民選總統在緊急情況下可運用很大的酌情權。最初總統只是象徵元首，政務由國會主持。但由於當時社會動盪不安、政局不穩，總統開始運用緊急權力。1932年，權力嚴重失衡，就算總理在國會得到支持，總統興登堡也能隨意廢立。最後，興登堡沒有諮詢國會，利用職權任命了阿道夫·希特勒當總理，造就了納粹的獨裁統治。採行半总统制的國家或政權尚包括中華民國、俄羅斯、波蘭等。

## 社會主義國家的國家元首
社會主義國家奉行一黨執政與黨國體制，執政黨的領袖（總書記、第一書記等）擁有高於國家元首的權力和政治地位，一般情況下被視為最高領導人。在很多情況下，政黨領袖會兼任國家元首或政府首腦的職務，以獲得代表國家的身份從事外交活動，但在國內更多強調其黨首的身份。越南、老撾和古巴的國家元首稱為國家主席，2019年10月之前古巴的國家元首正式職稱為國務委員會主席，朝鮮在2016年前憲法上以最高人民會議常任委員會委員長為外交上的國家代表；2016年之後為國務委員會委員長。而作為世界上第一個社會主義國家的蘇聯本身沒有設置獨立的國家元首職位，以最高蘇維埃主席團主席作為集體元首的代表，直到蘇聯解體前的1990年設立蘇聯總統職務。除此之外，羅馬尼亞社會主義共和國、波蘭人民共和國、南斯拉夫社會主義聯邦共和國等國都曾在中後期設置“總統”職務作為國家元首代表本國。
目前四個社會主義國家的國家主席在其所在國家憲法規定的職權如下：
- 越南社會主義共和國憲法第86條

國家主席是國家元首，對內對外代表越南社會主義共和國。
- 老撾人民民主共和國憲法第65條

國家主席是老撾人民民主共和國的國家元首，是老撾國內外多民族人民的代表。
- 中華人民共和國憲法第81條

中華人民共和國主席代表中華人民共和國，進行國事活動，接受外國使節……
- 古巴共和國憲法第三節

國家主席是國家元首，由全國人民政權代表大會從代表中選舉產生，任期五年。
中國國家主席是唯一沒有被憲法明確規定為國家元首，只規定「代表」中華人民共和國。

## 無行政權力的國家元首
無行政權力的國家元首完全沒有實權，通常称之为虚位元首。在不同的國家，這些元首的權力和職責各異。無行政權力的國家元首在19世紀出現。最早是1879年至1959年的法國總統，總統在第三和第四共和時期是虛位元首。
1970年代，瑞典通過現代憲法，瑞典國王在議會的一切權力被廢除。但內閣每月仍會向國王在王宮內正式匯報。相反，無實權的愛爾蘭總統要接觸內閣官員需經過總理辦公室安排，但總理仍會向總統匯報；總統不能取得政府文件。
值得注意的是1982年第五届全国人民代表大会第五次会议通过了中华人民共和国成立后的第四部《宪法》，即《八二宪法》，在国家机构一章中恢复关于中华人民共和国主席的规定，重新设置自《七五宪法》废除的国家主席、副主席职务，但取消了《五四宪法》中赋予国家主席的两项职权，包括召开最高国务会议和担任国防委员会主席，失去了宪法赋予的行政参与权、立法提案权和名义上的军事统帅权，也不再设立作为国家主席办事机构的中华人民共和国主席办公厅。在八二宪法审议过程中，邓小平指出：“还是要设国家主席，有国家主席代表国家比较好，但是对国家主席的职权可以规定得虚一点，不要管具体工作，不要干涉具体政务”。虽然自1993年开始，国家主席由中共中央总书记和中央军委主席担任，不过国家主席职务的本质上还是属于虚位元首。2018年的宪法修正案取消了国家主席的连任限制，不过没有增加其任何权力。
著名的例子包括：
- 英國國王（自19世紀中期起）
- 法國總統（1879年至1959年）
- 日本天皇（自1945年起，但《日本國憲法》中沒有關於「國家元首」的規定，天皇在憲法中只被規定作為「象徵」。）
- 中国国家主席（自1982年起，《中华人民共和国宪法》中沒有關於「國家元首」的規定，只規定「代表」国家[3]。）
- 马来西亚最高元首
- 新加坡总统
- 柬埔寨國王
- 印度總統
- 德國聯邦總統
- 奧地利总统
- 爱尔兰总统
- 芬兰总统（自2000年起）
- 瑞典國王（自1975年起）
- 挪威國王（自20世紀起）
- 安道爾親王

## 備位元首
在共和制國家，通常設有副總統或相似職位為「備位元首」，當國家元首在任期當中死亡、因犯罪被解除職務、或是不能視事時，副總統繼位之。有些國家的副總統除了備位元首的職能之外，基本上沒有任何職權，但可經總統授權行使若干權力，權限內容則由各國憲法明定之。
在總統制國家，副總統為位階第二高的國家行政首長，僅次於總統，並協助總統處理國政，也是總統的執政夥伴及顧問和代表總統出席重要場合。在「半總統制」國家中，副總統一職不是必要設的職位，例如在俄羅斯，如果總統出缺一般由總理代理職務，直至選出新任總統。在社會主義國家當中，備位元首一般稱之為國家副主席或國務委員會副主席，作為協助國家主席或國務委員會主席工作的黨和國家領導人。在議會共和制國家當中，備位元首一般不是必要設立的職務，因為多數議會制國家的國家元首為無行政權力的虛位元首。
美国是全世界第一個施行總統制的政體，從1789年至今一直維持，並且建國之初就考量到做為國家領導人的總統有可能會發生不能視事的情形，故從第一任總統喬治·華盛頓時便有一位副總統約翰·亞當斯同時在位，其任期與總統的完全一樣，因此可以說，美国副总统的歷史就與美国总统的歷史一樣長。此外，美國副總統依《美國憲法第一條》兼任參議院議長。
著名的例子包括：
| 国家           | 备位元首职务名称         | 現任备位元首姓名                                  | 设立时间                                         | 设置法源                     | 备注 |
| -------------- | ------------------------ | ------------------------------------------------- | ------------------------------------------------ | ---------------------------- | --- |
| 阿根廷         | 阿根廷副总统             | 维多利亚·比利亚鲁埃尔                             | 1853年                                           | 《阿根廷宪法》               | 四年，可连任一次 |
| 緬甸           | 缅甸副总统               | 敏瑞                                              | 2011年3月30日                                    | 《缅甸宪法》                 | 五年，可连任一次 |
|                | 肯尼亚副总统             | 基圖勒·金迪基                                     | 1964年12月12日                                   | 《肯尼亚宪法》               | 五年，可连任一次 |
| 菲律賓         | 菲律宾副总统             | 萨拉·杜特尔特                                     | 1935年11月15日                                   | 《菲律宾宪法》               | 根據菲律賓憲法第7章第4節，副總統任期和總統一樣為六年。和總統不同的是，副總統可以連任一次。 |
| 南蘇丹         | 南蘇丹副總統             | 里克·馬查爾                                       | 2011年7月9日                                     | 《s:南苏丹宪法》             | 在南苏丹共和国解决冲突协定（ARCSS）于2015年8月签署后，随着南苏丹总统和前南苏丹副总统里克·马查尔的既存立场，成立了“第一副总统”的新职位。 南苏丹，这两个职位的任职者仍在任职。与宪法永久性特征的总统和副总统职位不同，第一副总统职位将在ARCSS规定的过渡期结束后不再存在，除非永久宪法另有决定。 |
| 伊朗           | 伊朗副總統               | 穆罕默德·礼萨·阿雷夫                              | 1989年4月21日                                    | 《伊朗宪法》                 | 任期无限制 |
| 美国           | 美国副总统               | JD·萬斯                                           | 1789年3月4日                                     | 《美国宪法》                 | 美国副总统与美国总统一同通过间接选举产生，他们都由美国人民选举的选举人团进行投票产生；他们的任期均为四年。 |
| 中華民國       | 中華民國副總統           | 蕭美琴                                            | 1912年1月8日 （行憲前） 1948年5月20日 （行憲後） | 《中華民國憲法》             | 四年，得连任一次；與總統透過單一選舉產生 |
| 俄羅斯         | 俄羅斯副總統             | 不適用                                            | 1991年7月10日—1993年10月4日废止                  | 《1978年俄罗斯宪法》         | 自1993年俄羅斯憲政危機後，俄罗斯副总统一職被廢除，俄罗斯总理成為第二最高級別的官職，同時在俄罗斯總統的失能或辭職的情況下，俄罗斯總理將成為代理總統。 |
|                | 大韓民國副總統           | 不適用                                            | 1948年7月24日至1960年4月23日废止                 | 《大韩民国宪法》             | |
|                | 阿塞拜疆副總統           | 梅赫丽班·阿利耶娃                                 | 2016年9月26日                                    | 《s:阿塞拜疆宪法》           | 2016年9月全民公投通过的宪法修正案。阿塞拜疆国民议会赋予该修正案规定设立两名副总统，并规定第一副总统为国家二号领导人。新设立的两名副总统职位由总统负责任免。此外，修正案的内容还包括，将总统每届任期由现在的5年延长至7年，赋予总统解散议会的权力。                                             |
| 辛巴威         | 津巴布韋副總統           | 西蒙·马达 (第一副总统) 约舒亚·恩科莫 (第二副总统) | 1987年12月31日                                   | 《s:津巴布韦宪法》           | 5年，可连任一次 |
| 越南           | 越南社會主義共和國副主席 | 武氏映春                                          | 1946年11月9日                                    | 《越南社会主义共和国宪法》   | 五年，可连任一次 |
|                | 寮人民民主共和國副主席   | 巴妮·雅陶都、本通·吉玛尼                          | 1996年                                           | 《s:老挝人民民主共和国宪法》 | 五年，可连任一次 |
| 中华人民共和国 | 中华人民共和国副主席     | 韩正                                              | 1954年初次设立，1983年恢复设立。                 | 《中华人民共和国宪法》       | 五年，无连任限制 |

## 分類的複雜性
雖然有清晰的類別，但有時卻難以把國家元首歸類。
議會制的列支敦士登在2003年修改憲法，賦予列支敦士登親王很大的權力，可以否決立法和解散內閣。相對於議會，親王的權力加強了，這可以說該國的政制發展方向是半總統制。同樣，1974年希臘修改憲法，加強了總統權力，使希臘的國家元首變得與法國半總統制下的總統更為相似。英國君主理論上可以解散政府，所以嚴格來說英國是类似于半總統制國家。
界定國家元首的類別時，應同時觀察國家的實際運作，而不應只談理論。19世紀以來英國君主從未逼令政府首腦下台；希臘一直以來都是實行議會制。所以，除非列支敦士登親王行使法理上容許的權力，否則該國政治體制應該仍被視為議會制。相反，雖然中华人民共和国主席是一個無實權的職位，然而由于中华人民共和国宪法未禁止国家主席擔任其他公职和黨內職務，因此从1993年時任中共中央總書記江澤民接任國家主席起，除过渡时期（如习近平在2012年11月出任中共中央总书记至2013年3月担任国家主席之间的大约四个月左右的時間）以外，国家主席都會依照慣例由中国共产党中央委员会总书记這個黨內最高職位的擔任者出任而握有實權。而在俄罗斯等部分国家，国家元首是否掌握实权往往因担任者而异：当2000年-2008年及2012年5月7日至今政治强人普京担任俄罗斯总统期间，俄罗斯总统的实际地位与俄罗斯联邦宪法规定基本上一致。而2008年至2012年间普京改为担任俄罗斯总理时，外界更倾向于认为俄罗斯的政体与德国、印度等国家的内阁制相似。
2024年1月，各国或政權现任元首名称有20种：
| 數量 | 使用名稱       | 使用國家或政權 |
| ---- | -------------- | --- |
| 141  | 總統           | 1. 阿尔巴尼亚 2. 阿尔及利亚 3. 安哥拉 4. 阿根廷 5. 亞美尼亞 6. 奥地利 7. 白俄羅斯 8. 玻利维亚 9. 巴西 10. 保加利亚 11. 布吉納法索 12. 喀麦隆 13. 中非 14. 智利 15. 哥伦比亚 16. 刚果民主共和国 17. 刚果共和国 18. 賽普勒斯 19. 捷克 20. 多米尼克 21. 东帝汶 22. 埃及 23. 薩爾瓦多 24. 赤道几内亚 25. 爱沙尼亚 26. 衣索比亞 27. 斐济 28. 芬兰 29. 法國 30. 加彭 31. 德国 32. 希腊 33. 几内亚 34. 海地 35. 匈牙利 36. 冰島 37. 印度 38. 印度尼西亞 39. 伊朗 40. 伊拉克 41. 愛爾蘭 42. 以色列 43. 基里巴斯 44. 拉脫維亞 45. 黎巴嫩 46. 利比里亚 47. 立陶宛 48. 马达加斯加 49. 马拉维 50. 馬爾地夫 51. 馬爾他 52. 马绍尔群岛 53. 毛里塔尼亚 54. 模里西斯 55. 墨西哥 56. 密克羅尼西亞聯邦 57. 摩尔多瓦 58. 蒙古国 59. 蒙特內哥羅 60. 莫桑比克 61. 緬甸 62. 纳米比亚 63. 瑙鲁 64. 尼泊尔 65. 尼加拉瓜 66. 尼日尔 67. 奈及利亞 68. 北馬其頓 69. 巴基斯坦 70. 帛琉 71. 巴勒斯坦 72. 巴拿马 73. 巴拉圭 74. 秘魯 75. 菲律賓 76. 波蘭 77. 葡萄牙 78. 羅馬尼亞 79. 俄羅斯 80. 卢旺达 81. 塞内加尔 82. 塞爾維亞 83. 塞舌尔 84. 新加坡 85. 斯洛伐克 86. 斯洛維尼亞 87. 南非 88. 南蘇丹 89. 斯里蘭卡 90. 苏里南 91. 瑞士 92. 叙利亚 93. 坦桑尼亚 94. 多哥 95. 千里達及托巴哥 96. 突尼西亞 97. 土耳其 98. 乌干达 99. 乌克兰 100. 阿联酋 101. 美国 102. 乌拉圭 103. 委內瑞拉 104. 葉門 105. 尚比亞 106. 辛巴威 107. 中華民國 |
| 31   | 國王           | 1. 巴林 2. 比利时 3. 不丹 4. 柬埔寨 5. 约旦 6. 賴索托 7. 摩洛哥 8. 荷蘭 9. 挪威 10. 沙烏地阿拉伯 11. 西班牙 12. 瑞典 13. 泰國 14. 安地卡及巴布達 15. 巴哈马 16. 加拿大 17. 格瑞那達 18. 牙买加 19. 新西兰 20. 圣基茨和尼维斯 21. 圣卢西亚 22. 所罗门群岛 23. 英国 24. 丹麦 |
| 4    | 國家主席       | 1. 中华人民共和国 2. 古巴 3. 越南 |
| 3    | 埃米爾         | 1. 阿富汗伊斯蘭酋長國 2. 科威特 |
| 2    | 大公           | 1. 安道尔 2. 盧森堡 |
| 2    | 苏丹           | 1. 阿曼 |
| 2    | 親王           | 1. 列支敦斯登 2. 摩納哥 |
| 1    | 天皇           | 1. 日本 |
| 1    | 教宗           | 1. 梵蒂冈 |
| 1    | 國務委員長     | |
| 1    | 主席团轮值主席 | |
| 1    | 总统委员会主席 | 1. 利比亞 |
| 1    | 最高元首       | 1. 马来西亚 |
| 1    | 国家元首       | 1. 萨摩亚 |
| 1    | 攝政官         | 1. 圣马力诺 |
| 1    | 主權委員會主席 | 1. 苏丹 |
| 0    | 女王           | |

## 國家元首的職權
國家元首未必賦行以下所有職責，需視乎元首所屬類別。

### 外交代表
- 國家元首向大使、公使等外交官員发放派遣国國書（Letters of Credence），以示派駐大使。沒有此程序，大使未算履職，沒有外交豁免權。
- 國家元首接收其他國家呈送的國書，以示接納使節。
- 國家元首代表國家簽署國際條約，也可授權官員印上國家元首的名字。

例1：德國的憲法第59(1)條：
“外交上，聯邦總統代表聯邦本身。他代表聯邦與別國締結條約。他委任和接納使節。”

### 行政首長
不論共和制或君主制，絕大多數國家的國家元首有行政權。總統制的國家元首就是行政首長。議會制的行政機關理論上由國家元首領導，實際上元首必然會「諮詢」首相或內閣。實行這種制度的國家有澳洲、奧地利、加拿大、丹麥、法國、意大利、英國等。有些國家明文規定國家元首無行政實權，如愛爾蘭和瑞典。但不論元首是否有實際行政權，其對於現時政治以及政策看法，影響絕非尋常。
例1（總統制）：美國憲法第2章第1節：
“行政權力授予美利堅合眾國總統。”
例2（維多利亞時代君主立憲制）:1900年「英聯邦澳洲憲法」法第II章第61節：
“英女王對英聯邦國家有行政權；總督是女王的代表，代女王行使權力。女王有權執行和維護憲法和英聯邦國家的法律。”
例3（20世紀中葉君主立憲制）：1953年丹麥憲法第12節：
“在憲法的規限下，國王通過官員就國土上的一切事務行使權力。”
例4（現代共和內閣制）：1975年希臘憲法第26(2)條：
“行政權由希臘總統和政府行使。”

### 任免官員
- 國家元首任命主要官員，如內閣成員、總理、首相、大法官等。在大部分的議會制國家，這只是儀式上的規定：首相的任命必先得國會同意，其他官員的任命則由首相建議。有些國家元首無權任命政府首腦，如1974年瑞典憲法規定瑞典首相由國會議長而不是國王任命。
- 國家元首可辭退官員。在某些國家，決定前元首要先向政府首腦「諮詢」。例如，愛爾蘭總統可辭退內閣成員，但必須先向總理「徵求意見」。有些國家元首理論上有權辭退政府首腦，但極少發生，而且具爭議性。例如1975年澳洲總督辭退總理，引發澳洲憲政危機。

例1：《中華民國憲法》第四十一條
“總統依法任免文武官員。”
《中華民國憲法增修條文》
第二條：“總統發布行政院院長與依憲法經立法院同意任命人員之任免命令及解散立法院之命令，無須行政院院長之副署。”
第三條：“行政院院長由總統任命之。”
第五條：“司法院設大法官十五人，並以其中一人為院長、一人為副院長，由總統提名，經立法院同意任命之。”
例2：《爱尔兰共和国宪法》第13.1.1條：
“總理（Taoiseach）經下議院（Dáil Éireann）提名由總統任命。”
例3：《中华人民共和国宪法》第八十条：
“中华人民共和国主席根据全国人民代表大会的决定任免国务院总理。”

### 簽署法令
大多數國家的法案經議會通過後需由國家元首簽署才能成為法案。總統制下的國家元首（即總統）有權否決法案。在大部分的議會制國家，國家元首不能拒絕簽署法令。簽署法案的程序稱為法令頒布（Promulgation），英聯邦國家也稱為御准（Royal Assent）。
例1（總統制）：美國憲法第1章第7節：
“法案經眾議院及參議院通過後，需得總統簽署才能成為法律。”
例2（議會制）：以色列基本法第11.a.1節：
“總統簽署法案，涉及總統權力的法案除外。”
在一些議會制國家，國家元首仍保留若干權力：
- 否決議案，直至議會重新討論，並且第二次通過。
- 延遲簽署法案，甚至無限期擱置。（通常在實行君主特權（Royal Prerogative）的國家，而且極少使用）
- 把法案提交法院審議法案是否合憲。
- 把法案提交公民投票（如愛爾蘭總統）

### 軍隊最高統帥主官
- 大部分國家的元首是軍隊象征性（如英国等内阁制国家）或实质性（如美、法、俄等总统制、半总统制国家）的最高統帥，也有部分国家（如中华人民共和国）的国家主席根据《八二宪法》规定并非武装部队最高统帅。而在部分君主立宪制国家以及实施军政府统治的共和制国家，作为军队最高统帅的标志，国家元首往往被授予该国军队的最高军衔（比如前中华民国总统蒋中正拥有中华民国最高军衔——特级上将）。

例一：美國憲法第2章第2節：
“總統是合眾國的陸軍、海軍的最高統帥。”
例二：中華民國憲法第三十六條：
“總統統率全國陸海空軍。”

### 召集及解散立法機關
- 國家元首可召集和解散議會。在議會制國家，首相或內閣「建議」元首召集或解散議會。在某些議會制和雙首長制的國家，元首可自行召集和解散。有些國家的議會有任期，不可提前選舉；有些國家的議會雖然有任期，但國家元首在特定情況下有權解散國會。當議會通過對首相的不信任動議，有些國家容許國家元首拒絕總理提出的解散國會要求，因此總理可能需要辭職。

例一：愛爾蘭憲法第13.2.2條：
“當總理在議會中得不到大多數支持，並提出解散國會，總統可行使不受限制的酌情權，拒絕總理的建議。”
例二：《中華民國憲法增修條文》第二條：
“總統於立法院通過對行政院院長之不信任案後十日內，經諮詢立法院院長後，得宣告解散立法院。但總統於戒嚴或緊急命令生效期間，不得解散立法院。立法院解散後，應於六十日內舉行立法委員選舉，並於選舉結果確認後十日內自行集會，其任期重新起算。”

### 刑事法特權
- 君主制時期，審判機關釋法、執法，均以君主名義執行，原因出於君權神授說，君主即現世的神，無論何人於何時何處犯罪，君主均有權力加以制裁。相對的，君主也有不受控告的特權，任何人絕不能懷疑代表神的君主他的正確性。而君主也有權赦免犯罪者的罪。現在這些權力部分隨著民主制的實施，或多或少有所不同。例如多數以總統為元首的憲政國家，其不受控告的特權，限於其元首任期內；若未獲連任、卸任或遭罷免解職，其告訴人還是能提起訴訟的。

例一：《中華民國憲法》
第四十條：“總統依法行使大赦、特赦、減刑及復權之權。”
第五十二條：“總統除犯內亂或外患罪外，非經罷免或解職，不受刑事上之訴究。”

## 國家象徵
國家元首是國家的象徵。很多國家的政府辦公室、機場、圖書館、學校、軍營、建築物都掛有國家元首的相片、肖像或畫像。此做法可追溯至中世紀時代，作用是讓人民把國家元首與政府連繫起來。但若過份吹捧，可能會做成個人崇拜。當個人崇拜風行全國，國家元首的形象可能會超越國旗、憲法、建國者等，成為國家唯一的象徵。
外交事務上，第一個迎接重要外賓的通常是國家元首。國家元首會盡地主之誼，邀請來訪的貴賓到官邸用膳或參加宴會。
在一部分国家，国家元首在就职时往往同时被授予该国的最高勋章，而这类最高勋章往往仅属于该国元首佩戴，以下为一部分案例：
| 国家／政權 | 最高勋章                   | 勋章图像 | 國旗     | 國徽 | 适用范围 |
| ---------- | -------------------------- | -------- | -------- | ---- | -------- |
| 中華民國   | 采玉大勛章                 |          | 中華民國 |      |          |
| 日本       | 大勛位菊花章頸飾           |          | 日本     |      |          |
|            | 無窮花大勛章               |          | 大韩民国 |      |          |
| 法國       | 法國榮譽軍團勛章軍團長勛位 |          | 法國     |      |          |
| 马来西亚   | 联邦皇家册封及王族勋章     |          | 马来西亚 |      |          |

## 國家元首產生、法定任期及连任继任方式
- 君主制國家的王位通常是世襲的，但也存在選舉君主制（如馬來西亞最高元首）。
- 獨裁統治的國家也可能是世襲的。如朝鲜的金正恩由其父金正日身上繼承權力；叙利亚的前總統巴沙尔·阿萨德由其父哈菲兹·阿萨德身上繼承權力。
- 共和政體採用選舉選出國家元首：
  - 直選：全民普選（如俄罗斯总统、中華民國總統）
  - 間選：由議會或選舉機構選出（如美国总统、中华人民共和国主席）
- 政變與奪權。獨裁者會打着民主的旗號奪權，自封為王。如法國皇帝拿破崙三世、阿爾巴尼亞的索古一世。弗朗西斯科·佛郎哥自封為「攝政大臣」（Regent），王位卻是懸空的；烏干達總統阿敏（Idi Amin）自封為終身總統（President for Life）。

### 君主制
君主制下的国家元首除非主动禅位或被废黜，一般任期终身。君位空缺后由有血缘关系的储君继承。

### 共和制

#### 法定任期
共和制政體之元首法定任期大多在4至7年之间，亦有个别国家的元首法定任期偏短（如圣马力诺执政官只有半年，瑞士联邦总统（联邦委员会主席）任期只有一年），而部分国家曾出现法定的终身元首（如原南斯拉夫总统约瑟普·布罗兹·铁托）。
以下为部分共和制政治实体元首现时的法定任期，粗体字为连任次数不限：
| 法定任期 | 职务名称                                                                   | 现任元首                                                                            |
| -------- | -------------------------------------------------------------------------- | ----------------------------------------------------------------------------------- |
| 0.5年    | 圣马力诺执政官                                                             | 圣马力诺执政官列表                                                                  |
| 4年      | 美国总统 巴西总统 埃及总统 中華民國總統 波斯尼亚和黑塞哥维那主席团轮值主席 | 唐納·川普 路易斯·伊纳西奥·卢拉·达席尔瓦 阿卜杜勒-法塔赫·塞西 賴清德 熱利科·科姆希奇 |
| 5年      | 朝鲜国务委员会委员长 中华人民共和国主席 古巴共和国主席 法国总统 德国总统   | 金正恩 习近平 米格尔·迪亚斯-卡内尔 埃马纽埃尔·马克龙 弗兰克-瓦尔特·施泰因迈尔       |
| 6年      | 俄罗斯总统 菲律宾总统 新加坡总统 委内瑞拉总统                              | 弗拉基米尔·普京 小费迪南德·马科斯 尚达曼 尼古拉斯·马杜罗                            |
| 7年      | 以色列总统 意大利总统 爱尔兰总统                                           | 艾萨克·赫尔佐格 塞尔焦·马塔雷拉 迈克尔·希金斯                                       |

#### 继任或代理方式
共和制政體之元首出缺，一般有以下两种继任方式：
- 由法定的副元首继任元首职位——如中华人民共和国主席、中华民国总统、美国总统等。
- 由特定高官代理元首职务至新元首产生并就职为止，按代理者具体职务又可分为以下类型：
  - 由议会领导人代理：如法国总统（由参议院议长代理）、中华人民共和国主席（在国家正副主席同时空缺时由全国人大常委会委员长代理）等。
  - 由行政机关首脑代理：如俄罗斯总统（由俄罗斯总理代理）、中华民国总统（正副总统同时空缺时由中华民国行政院长代理）等。

#### 连任限制
共和制政體之元首任期届满后，相当大部分国家均限制连任次数（多数限制只能连任一次），也有可以无限制连任或禁止连任的情况。以下为部分案例：
- 可连任一次——中华民国总统、美国总统、越南国家主席、古巴国家主席等；
- 可无限次连任——中国国家主席[14]、朝鲜国务委员会委员长、意大利总统、白俄罗斯总统等；
- 禁止连任——菲律宾总统、韓國总统、墨西哥总统等

### 總督
總督（Governor-General）是英國王室駐英聯邦王國的代表。英联邦國家加拿大、澳大利亚、新西兰等的國家元首查爾斯三世居住在英国，总督受委任成為國王的代表，16個大英國協王國奉英國君主為國家元首。
總督於君主不在國內時代行國家元首的部分職務，但法理上總督不是國家元首，只是國家元首的代表，參見加拿大國王。
外交場合上，總督代表君主出席時的地位和享有的待遇有如國家元首。
| 所属国家           | 职务名称                 | 现任领袖                   |            |            |
| 英聯邦王國         | 英聯邦王國               | 英聯邦王國                 | 英聯邦王國 | 英聯邦王國 |
| ------------------ | ------------------------ | -------------------------- | ---------- | ---------- |
| 安地卡及巴布達     | 安提瓜和巴布達總督       | 现任为羅德尼·威廉斯        |            |            |
|                    | 澳大利亞總督             | 现任为萨曼莎·莫斯廷        |            |            |
| 巴哈马             | 巴哈馬總督               | 现任为辛西娅·A·普拉特      |            |            |
|                    | 伯利茲總督               | 现任为察芙拉               |            |            |
| 加拿大             | 加拿大總督               | 现任为瑪麗·梅·西蒙         |            |            |
| 格瑞那達           | 格林納達總督             | 现任为絲茜爾·拉格雷納德    |            |            |
| 牙买加             | 牙買加總督               | 现任为帕特里克·艾伦        |            |            |
| 新西兰             | 新西蘭總督               | 现任为辛迪·基罗            |            |            |
|                    | 巴布亞新幾內亞總督       | 现任为鮑勃·達達埃          |            |            |
| 圣基茨和尼维斯     | 聖基茨和尼維斯總督       | 现任为玛西拉·赖伯德        |            |            |
| 圣卢西亚           | 聖盧西亞總督             | 现任为艾路·查爾斯          |            |            |
|                    | 聖文森特和格林納丁斯總督 | 现任为苏珊·杜根            |            |            |
| 所罗门群岛         | 所羅門群島總督           | 现任为大卫·蒂瓦·卡普       |            |            |
|                    | 圖瓦盧總督               | 现任为托菲加·法拉尼        |            |            |
| 屬地               |                          |                            |            |            |
| 福克蘭群島         | 福克蘭群島總督           | 现任为艾莉森·布萊克        |            |            |
| 直布罗陀           | 直布羅陀總督             | 现任为艾德·戴维斯          |            |            |
| 聖赫勒拿           | 聖赫勒拿總督             | 现任为奈傑爾·菲利普斯      |            |            |
| 新南威爾士州       | 新南威爾士總督           | 现任为瑪格麗特·比茲利      |            |            |
| 昆士兰州           | 昆士蘭總督               | 现任为保羅·德·澤西         |            |            |
| 南澳大利亞州       | 南澳州總督               | 现任为黎文孝               |            |            |
| 塔斯馬尼亞州       | 塔斯馬尼亞總督           | 现任为凱特·華娜            |            |            |
| 維多利亞州         | 維多利亞總督             | 现任为琳达·德绍            |            |            |
| 西澳大利亚州       | 西澳大利亞總督           | 现任为金·比兹利            |            |            |
|                    | 不列顛哥倫比亞省督       | 现任为珍妮特·奧斯汀        |            |            |
| 曼尼托巴省         | 緬尼托巴省督             | 现任为珍妮絲·費爾蒙        |            |            |
| 紐芬蘭與拉布拉多省 | 紐芬蘭和拉布拉多省督     | 现任为朱迪·富特            |            |            |
| 魁北克省           | 魁北克省督               | 现任为納西斯-福圖納特·貝洛 |            |            |
| 安大略省           | 安大略省督               | 现任为杜德斯威爾           |            |            |

已經廢除君主制國家/地区的君主稱號
| 國家／政權               | 稱號                                   | 當時旗幟   | 現今旗幟       |
| ------------------------ | -------------------------------------- | ---------- | -------------- |
| 大清（大清帝国）         | 皇帝                                   | 清朝       | 中华人民共和国 |
| 滿洲國（大满洲帝国）     | 皇帝                                   | 滿洲國     | 中华人民共和国 |
| 大韓帝國（韓國）         | 皇帝（朝鮮語：황제/漢字：皇帝）        | 大韓帝國   | 大韩民国       |
| 阮朝（越南帝國）         | 皇帝（越南语：Hoàng đế/漢字：皇帝）    | 阮朝       | 越南           |
| 俄罗斯帝国（俄羅斯帝國） | 沙皇 皇帝（俄語：император） | 俄罗斯帝国 | 俄罗斯         |
| 法國（法兰西帝国）       | 皇帝（法語：Empereur des Français）    | 法國       | 法國           |
| 德意志帝國（德意志帝國） | 皇帝（德語：Kaiser）                   | 德意志帝國 | 德国           |
| 奥匈帝国（奧匈帝國）     | 皇帝（德語：Kaiser）                   | 奥匈帝国   | 奥地利         |
| 奥斯曼帝国（奧斯曼帝國） | 苏丹（土耳其語：Sultan）               | 奥斯曼帝国 | 土耳其         |
| 利比亞王國（利比亞王國） | 国王（阿拉伯语：ملك）                  | 利比亞王國 | 利比亚         |

### 統計
- 任期最久的国家元首 法国国王路易十四（1643年—1715年在位，在位长达72年）
- 任期最長久的現任君主制國家元首：  文莱苏丹哈桑纳尔·博尔基亚（自1967年起，已在位57年）
- 最年長的卸任共和制國家元首：  津巴布韦总统罗伯特·穆加贝（自1987年12月22日－2017年11月21日，卸任时93岁）
- 最年長的现任共和制國家元首：喀麦隆总统保罗·比亚（如今已经91岁）
- 现任在位时间最长的共和制国家元首：赤道几内亚总统特奥多罗·奥比昂·恩圭马·姆巴索戈（自1979年起至今）
- 國家元首多於一人的國家：
  -  瑞士－ 七個人組成的聯邦委員會
  -  圣马力诺 － 兩名執政官
  -  安道尔 －  法國總統马克龙、 西班牙加泰羅尼亞天主教烏赫爾教區大主教若瑟-类斯·塞拉诺·旁尼达
  -   － 由三個聯邦首長（穆族、塞族、克族各一人）組成的主席團
- 伊朗- 伊朗精神领袖（也叫伊朗最高领袖、伊朗革命领袖）、伊朗总统
- 阿联酋- 阿布扎比酋长国酋长世袭担任阿拉伯联合酋长国总统、迪拜酋长国酋长世袭担任阿拉伯联合酋长国总理，该国是选举君主制、贵族共和制
- - 现行朝鲜宪法规定，朝鲜国家元首由朝鲜国务委员会委员长和最高人民会议常任委员会委员长共同履行宪法职权，担任该国国家元首。
- 兼任最多國家元首的人：英國國王查爾斯三世是15個英聯邦王國的元首。
  - 15個獨立國家為： 安地卡及巴布達、  、  巴哈马、 、  加拿大、  格瑞那達、  牙买加、  新西兰（自1981年，作为新西兰国家元首的英国君主，兼任 庫克群島與 纽埃的元首）、 、 圣基茨和尼维斯、 圣卢西亚、 、 所罗门群岛、 和 英国。

## 官邸
国家或政權之元首通常有特定的官邸做為其辦公處所，有些兼做起居處所，以下是其中比较著名的官邸：
| 国家／政權             | 元首                  | 元首官邸                                                 |
| ---------------------- | --------------------- | -------------------------------------------------------- |
| 中华人民共和国         | 中华人民共和国主席    | 中南海（非正式，亦为中共中央和国务院的所在地）           |
| 日本                   | 日本天皇              | 皇居（位于东京都千代田区，19世紀以前住于京都御所）       |
| 俄羅斯                 | 俄羅斯聯邦總統        | 克里姆林宮                                               |
| 大韓民國               | 韓國總統              | 韓國總統室和漢南大路128-24號公館（2022年以前住於青瓦臺） |
| 朝鮮民主主義人民共和國 | 朝鲜国务委员会委员长  | 朝鲜劳动党中央委员会大楼和龙城官邸                       |
| 菲律賓                 | 菲律賓總統            | 馬拉干鄢宮                                               |
| 印度尼西亞             | 印尼總統              | 独立宫                                                   |
| 英国                   | 英國國王              | 白金汉宫                                                 |
| 美国                   | 美国总统              | 白宫                                                     |
| 法國                   | 法國總統              | 爱丽舍宫                                                 |
| 德国                   | 德國總統              | 貝爾維尤宮                                               |
| 梵蒂冈                 | 教宗                  | 宗座宮                                                   |
| 義大利                 | 意大利總統            | 奎里纳尔宫                                               |
| 泰國                   | 泰國國王              | 曼谷大皇宮和律實宮                                       |
| 羅馬尼亞               | 羅馬尼亞總統          | 科特羅切尼宮                                             |
| 马来西亚               | 馬來西亞最高元首      | 國家皇宮                                                 |
| 中華民國               | 中華民國總統          | 总统官邸                                                 |
| 越南                   | 越南國家主席          | 主席府                                                   |
|                        | 老撾國家主席          | 主席府                                                   |
| 印度                   | 印度總統              | 總統府                                                   |
| 巴基斯坦               | 巴基斯坦總統          | 總統府                                                   |
| 伊朗                   | 伊朗最高領袖 伊朗總統 | 最高領袖官邸 薩阿德·奧包德宮殿群                         |
| 沙烏地阿拉伯           | 沙特阿拉伯国王        | 利雅德王宮                                               |
| 以色列                 | 以色列總統            | 總統府                                                   |
| 土耳其                 | 土耳其總統            | 總統府                                                   |
| 瑞典                   | 瑞典國王              | 斯德哥爾摩王宮                                           |
| 西班牙                 | 西班牙國王            | 馬德里王宮                                               |
| 葡萄牙                 | 葡萄牙總統            | 貝倫宮                                                   |
| 波蘭                   | 波蘭總統              | 總統府和美景宮                                           |
| 新加坡                 | 新加坡總統            | 總統府                                                   |
| 奥地利                 | 奧地利總統            | 霍夫堡宮                                                 |
| 捷克                   | 捷克總統              | 布拉格城堡                                               |
| 乌克兰                 | 烏克蘭總統            | 瑪麗亞宮                                                 |
| 墨西哥                 | 墨西哥總統            | 國家宮                                                   |
| 巴西                   | 巴西總統              | 晨曦宮                                                   |
| 阿根廷                 | 阿根廷總統            | 玫瑰宮                                                   |
| 哥伦比亚               | 哥倫比亞總統          | 納里尼奧宮                                               |
| 埃及                   | 埃及總統              | 赫里奧波里斯宮                                           |
| 阿尔及利亚             | 阿爾及利亞總統        | 毛拉迪亞宮                                               |
| 南非                   | 南非總統              | 新曙光宮                                                 |
| 奈及利亞               | 奈及利亞總統          | 阿蘇別墅（1991年以前住於總統別墅和多丹軍營）             |
| 衣索比亞               | 衣索比亞總統          | 國家宮                                                   |
|                        | 肯亞總統              | 總統府                                                   |
| 刚果民主共和国         | 剛果民主共和國總統    | 國家宮                                                   |

总督府（Government House）指地方长官住的官邸。例如澳大利亚总督住在堪培拉的总督府。但也有例外。虽然加拿大宪报上的声明写着总督的官邸是总督府，但加拿大总督实际上住在丽都厅）。

## 参見
- 各国领导人列表
- 国家、元首
- 君主、总督
- 總統
- 政府首脑